# Comuna Nepedivka, Kozeatîn
Nepedivka (în ucraineană Непедівка) este o comună în raionul Kozeatîn, regiunea Vinnița, Ucraina, formată din satele Hurivți și Nepedivka (reședința).

## Demografie
Componența lingvistică a satului Nepedivka
     Ucraineană (98,93%)
     Alte limbi (0,95%)
Conform recensământului din 2001, majoritatea populației satului Nepedivka era vorbitoare de ucraineană (98,93%), existând în minoritate și vorbitori de alte limbi.